# Perr Schuurs
Perr Schuurs (Nieuwstadt, 26 de novembro de 1999) é um futebolista neerlandês que atua como zagueiro. Atualmente, joga pelo Torino.

## Carreira

### Fortuna SC
Schuurs estreou pelo Fortuna SC em 14 de outubro de 2016, na vitória por  2–0 sobre o VVV-Venlo, válido pela 2° divisão Neerlandesa. Seu 1° gol na carreira foi na goleada por 5 a 2 sobre o Jong Ajax, em 6 de fevereiro de 2017. 
Seu último jogo pelo Fortuna foi um amistoso no dia 26 de maio de 2018, contra seu 1° clube de base, o FC Ria. O Fortuna venceu por 10 a 0.

### Ajax
Foi anunciado pelo Ajax em 7 de dezembro de 2017, assinando por 4 temporadas e meia.
Na temporada de 2017-18, Foi o capitão do Fortuna, com apenas 17 anos. Em janeiro de 2018, Schuurs foi contratado pelo Ajax, sendo emprestado ao Fortuna, seu time anterior, até o final da temporada em agosto. Dia 7 de Outubro de 2018, Schuurs fez sua estréia pelo Ajax, na vitória por 5 a 0 sobre o AZ.

## Seleção
Schuurs foi convocado para a Seleção Neerlandesa para 2 jogos da Liga das Nações da UEFA, contra a Polônia e a Itália em setembro de 2020.
Foi um dos 23 convocados pelo técnico Erwin Van de Loi para representar os Países Baixos na disputa da Eurocopa Sub-21 em 2021.

## Vida pessoal
Schuurs é filho do ex-jogador holandês de handball, Lambert Schuurs e irmão da jogadora de tênis Demi Schuurs.

## Títulos

### Ajax
- Campeonato Holandês: 2018–19, 2020–21
- Copa Neerlandesa: 2018–19, 2020–21
- Supercopa dos Países Baixos: 2019